# ピエール＝ミシェル・ル・コント
ピエール＝ミシェル・ル・コント（Pierre-Michel Le Conte、1921年3月6日 - 2000年10月16日）は、フランスの指揮者。

## 略歴
ルーアンに生まれる。
パリ音楽院に学び1944年ファゴット部門、1947年指揮部門で優等を受賞。ルイ・フレスティエに師事した。ニース放送局、トゥールーズ放送局の指揮者を経験した後、パリに出て主にフランス放送協会を舞台に活躍。フランス国立放送管弦楽団、フランス公共放送室内管弦楽団、リリック放送管弦楽団の常任指揮者をつとめ、またパリ音楽院の教授など教育面でも活動した。日本ではコンサート・ホール・ソサエティ・レーベルに多くの音源を残している。
パリで死去。